# Bosra
Bosra (tiếng Ả Rập: بصرى, đã Latinh hoá: Buṣrā) cũng được đánh vần là Bostra, Busrana, Bozrah, Bozra và chính thức được gọi là Busra al-Sham (tiếng Ả Rập: بصرى الشام, đã Latinh hoá: Buṣrā al-Shām) là một thị trấn ở miền nam Syria, về mặt hành chính thuộc huyện Daraa, tỉnh Daraa còn về mặt địa lý nó thuộc vùng Hauran.
Theo Cục Thống kê Trung ương Syria, Bosra có dân số 19.683 người trong cuộc điều tra dân số năm 2004. Đây là trung tâm hành chính của nahiyah (phó huyện) Bosra bao gồm 9 địa phương có tổng dân số là 33.839 người vào năm 2004. Cư dân ở Bosra chủ yếu là những người Hồi giáo Sunni, mặc dù tại đây cũng có một cộng đồng nhỏ người Hồi giáo Shia.
Bosra có một lịch sử cổ xưa và trong thời kỳ La Mã, nó là một tỉnh lỵ thịnh vượng và Tổng giám mục đô thành Tòa thượng phụ Chính thống giáo Đông phương. Nó tiếp tục đóng vai trò quan trọng về mặt hành chính trong thời kỳ Hồi giáo, nhưng dần trở nên ít quan trọng hơn trong thời kỳ Ottoman. Ngày nay, đây là một địa điểm khảo cổ lớn và đã được UNESCO công nhận là Di sản thế giới.

## Lịch sử
Khu định cư đầu tiên ở đây được nhắc đến trong tài liệu của Thutmosis III và Akhenaten (thế kỷ 14 TCN). Bosra là thành phố đầu tiên của người Nabataea vào thế kỷ thứ 2 TCN. Vương quốc Nabatea sau đó bị chinh phục bởi tướng Cornelius Palma dưới thời trị vì của hoàng đế La Mã Trajan vào năm 106 sau CN.

### Thời đại La Mã và Đông La Mã
Dưới thời đế quốc La Mã, Bosra được đổi tên thành Nova Trajana Bostra và là nơi đóng quân của quân đoàn Legio III Cyrenaica. Nó sau đó trở thành thủ phủ của tỉnh La Mã Arabia Petraea. Thành phố phát triển mạnh mẽ và trở thành một đô thị lớn tại điểm nối của một số tuyến đường thương mại, cụ thể là Via Traiana Nova, một tuyến đường thương mại nối Damascus với Biển Đỏ. Bosra trở thành một trung tâm quan trọng trong việc sản xuất thực phẩm và dưới triều đại của hoàng đế Marcus Julius Philippus, Bosra bắt đầu đúc tiền riêng. Hai hội đồng Ả Rập đã được tổ chức tại Bosra vào năm 246 và 247 sau CN.
Đến thời kỳ Đông La Mã bắt đầu từ thế kỷ thứ 5, Kitô giáo trở thành tín ngưỡng tôn giáo thống trị ở Bosra. Thành phố trở thành nơi đặt tòa tổng giám mục đô thành và một nhà thờ lớn được xây dựng vào thế kỷ thứ 6. Bosra sau đó đã bị người Ba Tư Sasan chinh phục vào đầu thế kỷ thứ 7 nhưng đã bị chiếm lại trong một cuộc tái chiếm của Đông La Mã.

### Thời đại Hồi giáo

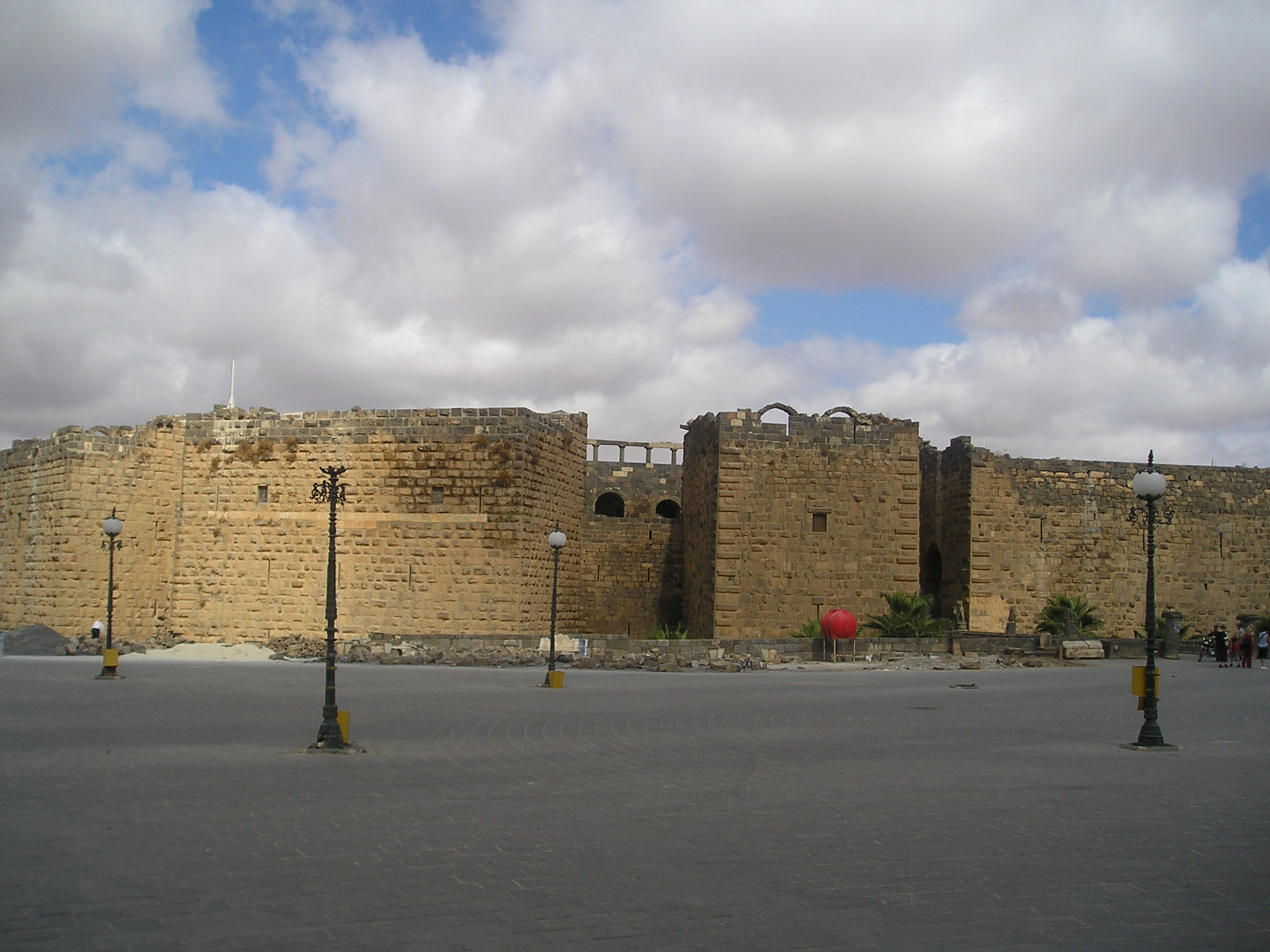
Thành cổ Bosra (bên trong là nhà hát La Mã)

Bosra đóng vai trò như là một phần quan trọng trong giai đoạn đầu tiên của Muhammad như trong mô tả của Bahira. Các lượng lượng của Khalip Rashidun dưới quyền tướng Khalid ibn al-Walid đã chiếm được thành phố từ những người Đông La Mã trong trận Bosra năm 634. Trong suốt thời kỳ cai trị của người Hồi giáo, Bosra đóng vai trò như là tiền đồn cực nam của Damascus, sự thịnh vượng của thành phố chủ yếu phụ thuộc vào tầm quan trọng về mặt chính trị. Bosra còn có ý nghĩa như là một trung tâm của các đoàn lữ hành giữa Damascus và các thành phố linh thiêng Hồi giáo Mecca và Medina, những điểm đến của cuộc hành hương hajj hàng năm. Sự cai trị của người Hồi giáo thời kỳ đầu không làm thay đổi kiến trúc chung của Bosra, chỉ có hai cấu trúc có niên đại từ thời kỳ Khalip Omeyyad (năm 721 và 746) khi Damascus là thủ đô của vương triều này. Khi các cư dân của Bosra dần dần chuyển sang đạo Hồi, các thánh địa thời La Mã đã được sử dụng cho các hoạt động của người Hồi giáo. Vào thế kỷ thứ 9, nhà sử học Ya'qubi đã ghi chép rằng Bosra là thủ phủ của tỉnh Hauran.
Sau khi kết thúc kỷ nguyên Umayyad vào năm 750, hoạt động chính ở Bosra đã tạm ngừng trong khoảng 300 năm cho đến cuối thế kỷ 11. Trong những năm cuối cùng của sự thống trị của vương triều Fatimid thì vào năm 1068, một số dự án xây dựng đã được đưa vào vận hành. Với sự cai trị mới bắt đầu của đế quốc Seljuk vào năm 1076, thành phố được gia cố hệ thống phòng thủ. Đặc biệt, nhà hát La Mã đã được chuyển thành một pháo đài, với một tầng mới được thêm vào bên trong tháp cầu thang. Triều đại Burid lên nắm quyền ở Damascus, Kumushtakin sắp xếp Hauran đơn giản chỉ là một vùng đất tự phong của Atabeg Toghtekin. Dưới thời Kumushtakin, những nỗ lực nâng cao ảnh hưởng của Hồi giáo tăng lên với việc xây dựng một số tòa nhà Hồi giáo. Trong số các dự án này phải kể đến việc phục hồi Nhà thờ Hồi giáo Al-Omari được xây dựng dưới triều đại Umayyad vào năm 721. Một nhà thờ Hồi giáo khác được ủy thác gồm Nhà thờ Hồi giáo Al-Khidr được xây dựng ở phía tây bắc thành phố vào năm 1134. Kumushtakin cũng cho xây dựng một Madrasa (trường trung học Hồi giáo) cùng với đền thờ Hồi giáo tôn vinh mabrak an-naqa ("đầu gối của lạc đà"), ghi dấu dấu ấn của con lạc đà của nhà tiên tri Muhammad đã cưỡi khi vào Bosra vào đầu thế kỷ thứ 7.
Một thời kỳ hoàng kim của hoạt động chính trị và kiến trúc ở Bosra bắt đầu dưới triều đại của sultan Al-Adil I vương triều Ayyub (1196–1218). Một trong những phát triển kiến trúc đầu tiên trong thành phố là việc xây dựng tám tòa tháp lớn trong pháo đài-nhà hát La Mã. Dự án bắt đầu vào năm 1202 và hoàn thành vào cuối thời kỳ Ayyubid năm 1253. Hai tòa tháp góc phía bắc lớn hơn sáu tháp còn lại. Sau cái chết của Al-Adil vào năm 1218, con trai của ông là As-Salih Ismail kế thừa đã cư ngụ ở trong thành phố mới được củng cố. Trong thời kỳ cai trị của Ismail, Bosra đã nổi bật về chính trị, ông sử dụng thành phố này làm căn cứ của mình khi ông tuyên bố chủ quyền đối với Damascus trong hai dịp riêng biệt là 1237–38 và 1239–45.

### Thời đại Ottoman
Năm 1596, Bosra xuất hiện trong sổ đăng ký thuế của Ottoman với tên gọi Nafs Busra như là một phần của nahiyah Bani Nasiyya, thuộc Qada của Hauran. Dân số lúc đó bao gồm những người Hồi giáo với 75 hộ gia đình, 27 người chưa lập gia đình và những người Kitô giáo với 15 hộ gia đình, 8 người chưa lập gia đình. Thuế được trả bằng lúa mì, lúa mạch, cây trồng hè, trái cây, nhiều loại cây khác, dê, sáp ong hoặc nước.

### Thời kỳ hiện đại

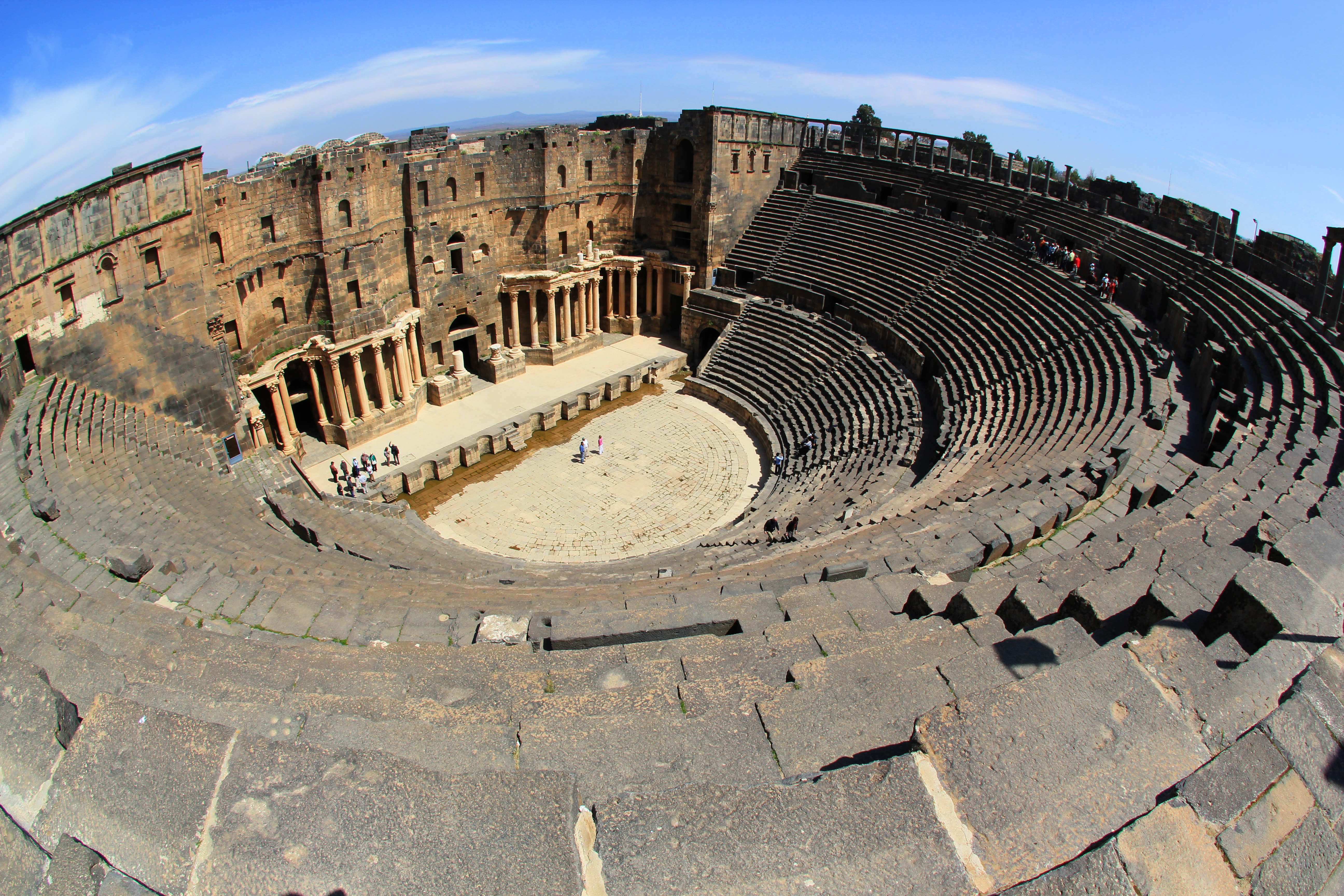
Nhà hát La Mã Bosra, thế kỷ 2 là công trình ấn tượng nhất của thị trấn.

Ngày nay, Bosra là một địa điểm khảo cổ lớn, nơi lưu giữ các tàn tích từ thời La Mã, Đông La Mã và Hồi giáo, đặc điểm chính của nó là nhà hát La Mã được bảo tồn tốt. Hàng năm có một lễ hội âm nhạc quốc gia được tổ chức tại nhà hát chính.
Những thay đổi kinh tế và xã hội quan trọng đã ảnh hưởng đến Bosra kể từ khi Ủy trị Pháp kết thúc vào năm 1946. Cho đến những năm 1950, các chủ cửa hàng của Bosra đến từ Damascus, kể từ đó đến nay thì hầu hết các chủ cửa hàng là cư dân của thị trấn. Vào cuối thời Ottoman và Ủy trị Pháp, mối quan hệ nông nghiệp chủ yếu là giữa địa chủ nhỏ và người làm công rẻ mạt, kể từ khi cải cách nông nghiệp vào cuối những năm 1950 và 1960, mối quan hệ có liên quan đã xảy ra giữa địa chủ và người làm công ăn lương. Nhiều cư dân của thị trấn đã tìm được việc làm ở các quốc gia vùng Vịnh Ba Tư và Ả Rập Saudi, gửi tiền về người thân của họ ở Bosra. Các thay đổi xã hội cùng với việc tăng cường tiếp cận giáo dục đã làm giảm phần lớn cuộc sống truyền thống, theo sử gia Hanna Batatu.
Trong nhiệm kỳ tổng thống của Hafez al-Assad (1970–2000), Bosra và các làng xung quanh phần lớn bị bỏ lại bên ngoài sự can thiệp của chính phủ, và khu vực này chịu sự chi phối về mặt chính trị bởi nhóm Al-Miqdad khét tiếng, từng là trung gian giữa cư dân thị trấn với thống đốc tỉnh Daraa với chủ tịch đảng Ba'ath.
Vào ngày 14 tháng 10 năm 2012, đã có tiếng súng dữ dội từ lực lượng chính phủ đóng tại các trạm kiểm soát trên con đường chính chạy qua thị trấn. Đến ngày 13 tháng 11 năm 2012, giao tranh ác liệt ở phía đông của thị trấn đã được báo cáo. Tháng 1 năm 2013, sau 22 tháng xung đột trong cuộc Nội chiến Syria, một số người tị nạn chạy trốn khỏi Bosra đã nói về bạo lực ngày càng leo thang với nhiều người chết trên đường phố. Ngày 15 tháng 1 năm 2013, có thông tin rằng thành cổ Bosra được quân đội sử dụng để bảo vệ thị trấn hàng ngày. Kể từ đầu tháng 2 năm 2014, thị trấn này nằm dưới sự kiểm soát của Quân đội Syria. Tuy nhiên vào ngày 31 tháng 1 năm 2015, sư đoàn 5 của quân đội đã đối đầu với một nhóm phiến quân nổi dậy gần nhà hát La Mã. Đến ngày 1 tháng 2 năm 2015, lực lượng pháo kích của quân đội Syria đã bắn vào các khu vực trong khu phố phía đông của thị trấn. Ngày 25 tháng 3 năm 2015, phiến quân Syria đã chiếm giữ thị trấn, đẩy lùi binh lính Syria và dân quân đồng minh sau bốn ngày chiến đấu ác liệt. Bosra đã được qquân đội Ả Rập Syria chiếm lại vào ngày 2 tháng 7 năm 2018, sau sự đầu hàng của lực lượng phiến quân. Việc tái chiếm là một phần của cuộc tấn công Daraa đang diễn ra, liên quan đến việc đầu hàng quân đội hoặc hòa giải của nhiều nhóm phiến quân trong khu vực.

## Điểm tham quan chính
Thành phố đã từng ghi nhận là có 80.000 người, ngày nay chỉ còn một ngôi làng định cư giữa những tàn tích. Nhà hát La Mã Bosra thế kỷ 2 có lẽ được xây dựng dưới thời vua Trajan là tượng đài duy nhất thuộc loại này với một cổng vòm được bảo tồn toàn diện. Các di tích của người Nabatea và La Mã, nhà thờ Thiên chúa giáo, nhà thờ và trường trung học Hồi giáo nằm trong số một nửa tàn tích hàng rào quanh công sự của thành phố. Cấu trúc của di tích này là một kế hoạch trung tâm với hai hậu cung ở phía đông được bao quanh bởi hai phòng để đồ thờ. Al-Omari của Bosra là một trong những nhà thờ Hồi giáo lâu đời nhất còn sót lại trong lịch sử Hồi giáo. Gần đó là Kharaba và Gemarrin, hai cây cầu La Mã cổ xưa.